# Black Belt Jones
Black Belt Jones is een Amerikaanse blaxploitation-martialartsfilm uit 1974 onder regie van Robert Clouse. De hoofdrol wordt vertolkt door Jim Kelly, die eerder speelde in Clouse's vorige film Enter the Dragon  (1973).

## Verhaal
De maffioso Don Stefano wil een stuk grond overnemen dat door de gemeente is onteigend. "Pop" Byrd is een oudere Afro-Amerikaanse karatemeester die een sportschool op het terrein heeft en deze niet wil opgeven. Don Stefano stuurt zijn handlangers om hem te overtuigen, maar ze gaan te gewelddadig te werk en doden hem. Ze gijzelen ook Quincy, een leerling van de sportschool, en eisen een losgeld van $ 250.000.
Een vriend van Pop roept de hulp in van Black Belt Jones, een expert in vechtkunsten. Sydney, de dochter van Pop en eveneens karatemeester, schiet hem ook te hulp. De twee breken in bij de villa van Don Stefano, maken 250.000 dollar buit en bevrijden Quincy.
Black Belt Jones en Sydney blokkeren vervolgens Don Stefano en zijn handlangers en stoppen hen in een vuilniswagen, wachtend tot de politie hen arresteert.

## Rolverdeling
- Jim Kelly - Black Belt Jones
- Gloria Hendry - Sydney
- Scatman Crothers - Pop
- Eric Laneuville - Quincy
- Alan Weeks - Toppy
- Andre Philippe - Don Stefano
- Vincent Barbi - Big Tuna
- Mel Novak - Blue Eyes
- Malik Carter - Pinky
- Eddie Smith - Oscar